# Nhà hát Tuồng Việt Nam
Nhà hát Tuồng Việt Nam, còn gọi nhà hát Tuồng Trung Ương, nhà hát có địa chỉ tại 51A Đường Thành, Cửa Đông, Hoàn Kiếm, Hà Nội.

## Lịch sử
Năm 1959 Bộ Văn hoá quyết định thành lập Đoàn Tuồng Bắc, quy tụ các nghệ nhân Tuồng đang nằm rải rác ở các tỉnh: Nghệ An, Thanh Hóa, Nam Định, Bắc Ninh, Thái Bình, Hải Hưng, Hải Phòng, Hà Tây hướng về Hà Nội tham gia vào việc thành lập Đoàn Tuồng Bắc. Lúc đầu, Đoàn chỉ có 15 người và phải ở nhờ nhà dân và tập luyện trong chùa Hà.
Năm 1962, vở Tuồng: “Tiếng gọi non sông” tham gia Hội diễn Sân khấu chuyên nghiệp toàn quốc đạt tấm Huy chương vàng đầu tiên  đã đánh dấu một bước đi đầu quan trọng trong buổi đầu thành lập Đoàn.
Cuối năm 1966 Nhà hát được bổ sung thêm các nghệ sĩ nổi tiếng từ Đoàn Tuồng Kim Lan Hà Nội bao gồm: Ba Tuyên, Đắc Nhã, Hoàng Phụng, Hồng Nhung, Sáu Tấn...
Để tập trung lực lượng khai thác vốn cổ, bảo tồn và phát triển tuồng có tính toàn quốc, Bộ Văn hóa chủ trương sáp nhập Đoàn tuồng Liên khu 5 và Đoàn tuồng Bắc thành Nhà hát tuồng Việt Nam nhưng chỉ được một thời gian rồi lại tách thành hai đoàn.
Sau ngày giải phóng miền nam, thống nhất đất nước (30-4-1975), Đoàn tuồng Liên khu 5 trở về Nam Trung Bộ phục vụ đồng bào thì một bộ phận diễn viên và nhạc công giỏi nghề được điều ra Hà Nội để sau đó hình thành Đoàn tuồng thể nghiệm, nằm cạnh Viện Nghiên cứu sân khấu Việt Nam nhưng chỉ hoạt động được vài năm thì Bộ Văn hóa lại cho sáp nhập vào Đoàn tuồng Bắc, trở thành Nhà hát tuồng Trung ương với hai phong cách nghệ thuật (Tuồng bắc và tuồng Liên khu 5) song song tồn tại. Cũng từ đây Nhà hát tuồng Trung ương là đơn vị nghệ thuật tuồng chuyên nghiệp mạnh vào bậc nhất trên miền bắc.

## Tổ chức
Tổ chức nhà hát tuổng Việt Nam gồm ban gồm giám đốc và 3 phó giám đốc phụ trách hành chính, nghệ thuật và tổ chức biểu diễn, bên dưới các đơn vị bao gồm:
- Phòng hành chính
- Rạp Hồng Hà
- Phòng Nghệ thuật
- Đoàn Biểu diễn 1
- Đoàn Biểu diễn 2

## Thành tích
- Huân chương Độc lập Hạng nhì.
- Huân chương Độc lập Hạng Ba.
- Huân chương Lao động Hạng Nhất, Hạng Nhì, Hạng Ba.
- Huy chương Vì sự nghiệp sân khấu Việt Nam cho các NSND, NSUT, nghệ sỹ xuất sắc của Nhà hát.
- 20 Huy chương vàng, bạc, giải thưởng cho các vở diễn tại Liên hoan, Hội diễn Sân khấu chuyên nghiệp Toàn Quốc.
- 200 Huy chương vàng, bạc, giải thưởng cho các cá nhân nghệ sỹ.
- Nhà nước đã phong tặng danh hiệu: 15 danh hiệu NSND, 31 danh hiệu NSƯT
- Xếp hạng Nhà hát Tuồng Việt Nam là ngành dịch vụ giải trí xuất sắc trên thế giới, năm 2014 bởi tổ chức TripAdvisor .[2]